# Bael
Bael (Aegle marmelos) és un fruit tropical proporcionat per un arbre natiu de l'Índia i Pakistan. És un arbre prim aromàtic de mida mitjana (fins a 18 m) que s'ha estès pel sud-est d'Àsia.

## Hàbitat
Bael és indígena dels boscs secs de nord, centre i sud de l'Índia, sud del Nepal, Sri Lanka, Myanmar, el Pakistan, Bangladesh, Vietnam, Laos, Cambodja i Tailàndia. També es cultiva al nord de la península Malaia, illa de Java, Filipines i illes Fiji.

## Fruit

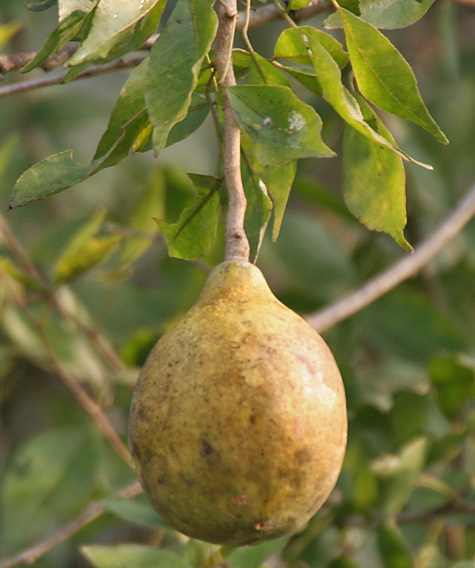
Fruit madur a Narendrapur, Bengala occidental, Índia

El seu fruit és llenyós de la mida d'un poncem amb la closca dura com un coco, té moltes llavors dins una substància mucosa i amb una fibra groc-taronja molt aromàtica
La polpa del fruit té l'aroma pròxim als préssecs amb traces de papaia i banana.

## Usos
El fruit es menja fresc o assecat. Si és fresc del suc és endolcit i se'n fa una beguda similar a la llimonada i el sharbat, una beguda refrescant que fa parar la suor. El fruit es fa a tires i s'asseca.
En rituals religiosos, és un arbre sagrat en l'hinduisme, i com a remei ayurveda.

## <bibliografia
H.K.Bakhru. Foods that Heal. The Natural Way to Good Health.  Orient Paperbacks, 1997. ISBN 81-222-0033-8.